# (4922) Leshin
(4922) Leshin est un astéroïde de la ceinture principale.

## Description
(4922) Leshin est un astéroïde de la ceinture principale. Il fut découvert le 2 mars 1981 à Siding Spring par Schelte J. Bus. Il présente une orbite caractérisée par un demi-grand axe de 2,62 UA, une excentricité de 0,23 et une inclinaison de 8,2° par rapport à l'écliptique.

## Compléments